# سن نیکولو دی سلو
سن نیکولو دی سلو (به ایتالیایی: San Nicolò di Celle) یک منطقهٔ مسکونی در ایتالیا است که در اومبریا واقع شده‌است. سن نیکولو دی سلو ۷۲۶ نفر جمعیت دارد و ۱۷۶ متر بالاتر از سطح دریا واقع شده‌است.